# 阿桑普申堂区 (路易斯安那州)
阿桑普申堂區（英語：Assumption Parish）是美國路易斯安那州東南部的一個堂區。面積944平方公里。根據美國2000年人口普查，共有人口23,388人。治所拿破崙維爾 (Napoleonville)。
成立於1807年3月31日，是最早成立的堂區之一。本堂區的名稱來自該州最古老的天主教堂。